# Walter Pichler
Walter Pichler (n. 23 octombrie 1959, Bad Reichenhall, Bavaria, Germania) este un biatlonist ce a reprezentat Germania, medaliat olimpic. A participat la o ediție a Jocurilor Olimpice (1984) în care a câștigat o medalie de bronz.

## Participări
Lista de mai jos prezintă principalele competiții la care a participat Walter Pichler de-a lungul carierei.
- biathlon at the 1984 Winter Olympics – relay[*]